# Demografia Târgu Mureșului
Demografia Târgu Mureșului a fost afectată de-a lungul istoriei de situația economiei și starea politică. Spre sfârșitul secolului al XIX orașul Târgu Mureș cunoaște o dezvoltare urbanistică, însoțită de o creștere a populației, ca urmare a dezvoltării industriale, construindu-se primele fabrici din oraș, dar și ca rezultat al conectării municipiului la rețeaua feroviară a Austro-Ungariei. În prima jumătate a secolului XX se remarcă o creștere a activitățiilor economico-culturale fapt care produce o nouă creștere a populației orașului. Astfel de la 38.517 locuitori în anul 1930, orașul ajunge să numere în anul 1948, 47043 locuitori. În perioada socialistă datorită politicii de industrializare și urbanizare, concretizată și prin construirea unor noi ansambluri rezidențiale, orașul cunoaște o creștere semnificativă a populației, intrând în categoria marilor orașe ale României, ajungând în anii '70 să depășească 100.000 locuitori.
Deși prognozele din perioada socialistă anticipau pentru anii '80-'90 o creștere explozivă a numărului locuitorilor (peste 140 mii locuitori pentru 1980, în anul 1990 peste 200 mii, 260 mii în anul 2000), realitatea istorică și socială a invalidat aceste cifre. Conform recensământului din 1992 orașul avea 164.445, iar conform celui din 2002 populația stabilă a orașului era de 149.577 locuitori.
Conform ultimului comunicat al Institutului Național de Statistică, orașul avea la data de 1 ianuarie 2009 o populație de 145 151 locuitori.
Târgu Mureș - evoluția demografică

|  | Graficele sunt indisponibile din cauza unor probleme tehnice. Mai multe informații se găsesc la Phabricator și la wiki-ul MediaWiki. |

Date: Recensăminte sau birourile de statistică - grafică realizată de Wikipedia

## Structura confesională
Din datele recensămintelor se poate vedea că modificarea structurii etnice aduce la suprafață și modificări pe plan religios: 
- Recensământul din 1992[necesită citare]: După religie au fost înregistrați 69 700 ortodocși, 54 443 reformați, 24 923 romano-catolici, 4 931 greco-catolici, 4 546 unitarieni, 1 053 adventiști, 900 penticostali, 480 evangheliști, 355 baptiști, 2 132 alte religii, 992 atei.
- Recensământul din 2002[necesită citare]: După religie au fost înregistrați 69 726 (46,62%) ortodocși, 44 849 (29,98%) reformați, 20 156 (13,48%) romano-catolici, 4 051 (2,71%) greco-catolici, 3 891 (2,60%) unitarieni, 6 904 (4,6%) din alte religii, 561 fără religie și 150 atei.
- Recensământul din 2011 (date preliminare): După religie au fost înregistrați 60 460 ortodocși, 36 392 reformați, 16 305 romano-catolici, 3 447 greco-catolici[3]

### Comunitatea evanghelică

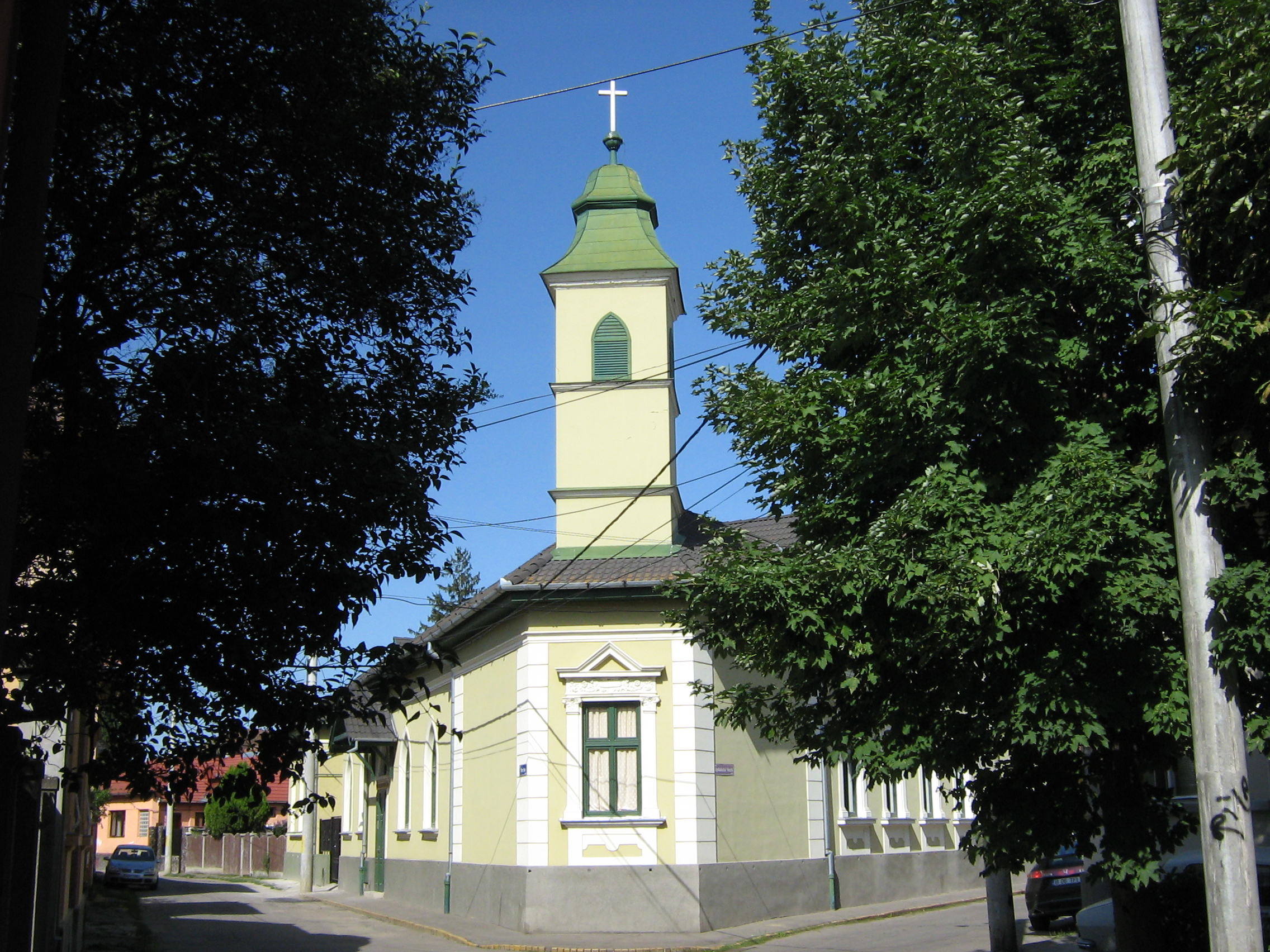
Biserica Evanghelică din strada Spitalului Vechi

Vântul reformei a bătut cu intensitate și-n afara granițelor Germaniei: Wittenberg a fost urmat de orașele Zürich, Geneva și de Estul Europei (Transilvania). Orașul fiind înconjurat de așezările sașilor (Bistrița, Sighișoara, Mediaș) luteranismul a pătruns foarte repede. Totuși prima parohie evanghelică a fost înființată numai în 1918. Edificiul religios a fost așezat pe colțul străzii Baros Gábor (azi Horea), pe Piața Trandafirilor, în vecinătatea Palatului Culturii. Construcția simplă a fost realizată în stil neogotic și cuprindea atât săli de învățământ, cât și un apartament pentru familia preotului.
După sistematizarea Centrului, multe clădiri istorice au fost demolate. Astfel pe locul bisericii luterane a fost construit un bloc cu patru etaje. Comunitatea a primit însă o casă cu teren aferent pe strada Spitalului Vechi, în zona istorică al orașului. Majoritatea comunității evanghelicilor fiind de etnie maghiară, slujbele sunt ținute în această limbă, dar pentru că condițiile sunt date, în fiecare lună o slujbă este realizată și în limba germană.

### Comunitatea greco-catolică

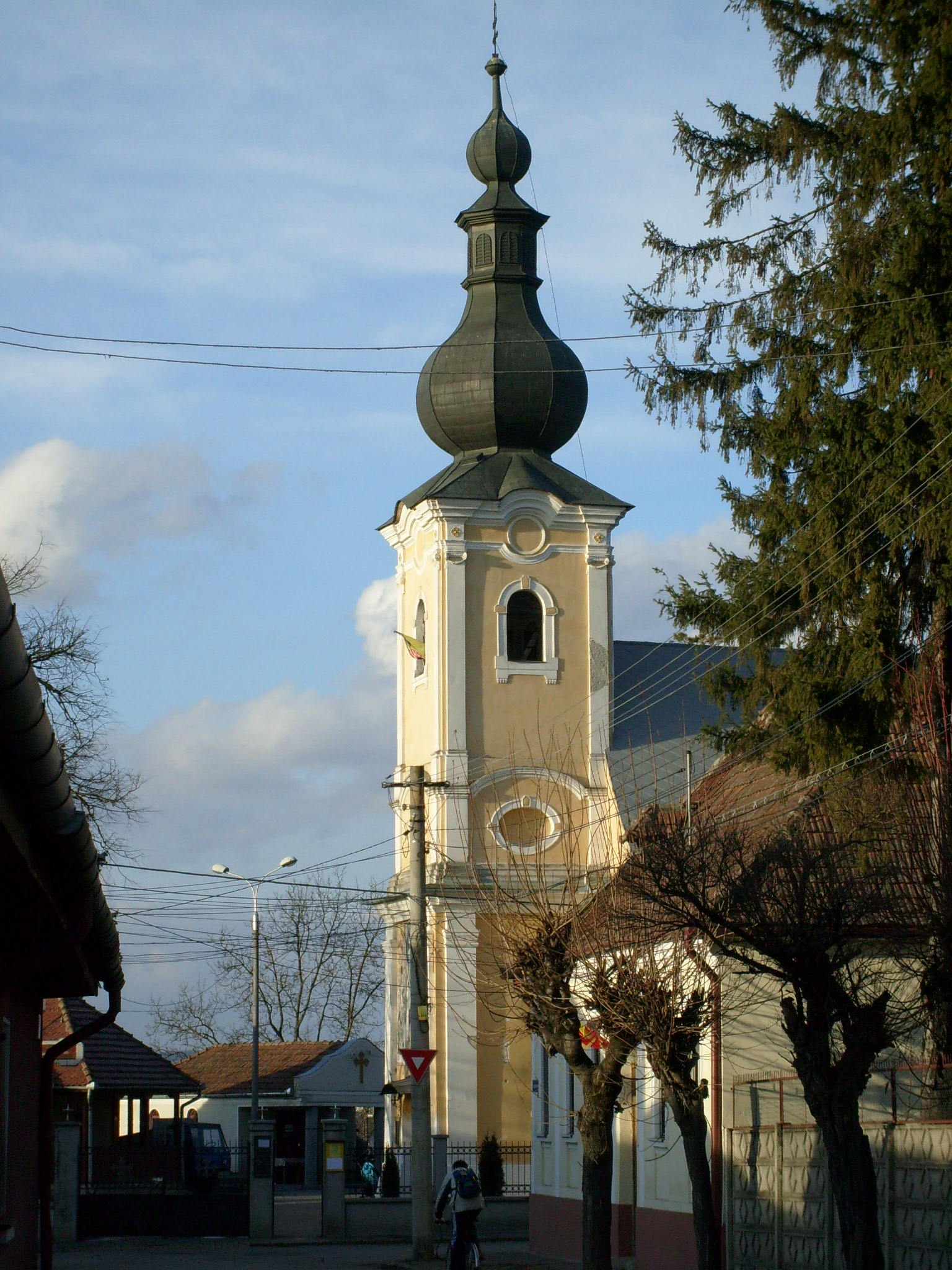
Biserica Bob

Una dintre cele mai vechi biserici a românilor din Târgu Mureș este Biserica Bob, cunoscut și sub denumirea Biserica de Piatră, ridicată la sfârșitul secolului al XVIII-lea pe cheltuiala episcopului greco-catolic Ioan Bob de la Blaj. De această biserică se leagă activitatea protopopului și istoricului Petru Maior. Planul lăcașului cult are o formă simplă, cu un turn pătrat pe latura vestică, un naos dreptunghiular spațios și absida semicirculară a altarului. Naosul este acoperit cu o boltă întărită de arcuri dublouri, în timp ce pentru absidă se adoptă sistemul semicalotei. Pereții sunt articulați de pilaștri cu capiteluri ionice, adosați unor mase de zidărie mai pronunțate, cu rol în susținerea arcurilor. Turnul este cel mai accentuat element a bisericii, realizat cu ajutorul motivelor barocului puritan specific Transilvaniei. Acoperișul are o formă bulbară, ca în cazul Bisericii Romano-Catolice Sfântul Ioan Botezătorul din Centru.
La propunerea episcopului de Hajdúdorog, István Miklósy, împăratul Franz Joseph a înființat în data de 6 septembrie 1915 Vicariatul Ținutului Secuiesc cu sediul în Târgu Mureș. Cele 35 parohii cedate de Arhiepiscopia de Făgăraș au fost conduse de vicarul Gyula Hubán. Prin decretul Apostolica sedes din 9 aprilie 1934 Congregația pentru Bisericile Orientale a readus sub jurisdicția Arhiepiscopiei de Făgăraș și Alba Iulia cele 35 de parohii unite din Ținutul Secuiesc, care fuseseră subordonate Eparhiei de Hajdúdorog.
Biserica Buna Vestire („Catedrala Mică”) din Piața Trandafirilor a fost edificată de comunitatea greco-catolică în perioada interbelică, după planul Catedralei Sf. Petru din Roma. 
În anul 1948, odată cu interzicerea Bisericii Române Unite cu Roma, cele două biserici greco-catolice din Târgu Mureș au fost date în folosința Bisericii Ortodoxe Române, care a refuzat restituirea lor până în prezent.
În prezent comunitatea greco-catolică din oraș deține în totalitate patru biserici.

### Comunitatea iudaică
Documentele istorice atestă faptul că primele familii de religie evreiască au fost mutate în anul 1689 în vecinătatea orașului, în localitățile Nazna și Sâncraiu de Mureș, de principele Transilvaniei, Mihály Apafi I. Pătrunderea lor în număr mai mare în Târgu Mureș a fost posibilă numai la începutul secolului al XIX-lea, deoarece până atunci conducerea orașului a fost intolerantă cu ei. În 1850 a fost înființată prima comunitate evreiască din oraș, care în 1857 a cumpărat o casă în strada Școlii (azi Aurel Filimon, atunci Tyúkszer), unde au fost ținute rugăciunile.
După zece ani, la 14 decembrie 1868 ministrul dualist maghiar pentru educație și religie József Eötvös a convocat Adunarea Universală Israelită (în maghiară Izraelita Egyetemes Gyűlés), unde reprezentanții n-au putut ajunge la un consens în privința înființării noii structuri confesionale. Astfel comunitatea a pierdut unitatea și în mod oficial, iar cele două ideologii principale, neologismul și ortodoxismul au devenit dominante. În Târgu Mureș majoritatea evreilor au acceptat noua ideologie, care punea un accent deosebit pe integrarea în societatea majoritară, dar într-o formă mai conservatoare decât la Budapesta și Cluj. Ei au alcătuit enoriașii Sinagogii Status Quo Ante din strada Școlii. Minoritatea absolută a decis lângă radicalismul promulgat de ortodocșii conduși de Jakab Singler. Construirea sinagogii din strada Knöpfer Vilmos (azi str. Brăilei) a început în perioada interbelică, dar clădirea nu a mai apucat să fie terminată niciodată .
Dintre efectele noilor idei din secolul al XIX-lea se numără omogenizarea etnică. Majoritatea covârșitoare a evreilor din Ungaria, ca și cei în Târgu Mureș, au susținut apartanența lor la națiunea maghiară. Apărarea sentimentului a fost a ajutată și de faptul că guvernul dualist maghiar, printre primele sale hotărâri, a promulgat legea recunoașterii drepturilor egale pentru evrei.

### Comunitatea reformată

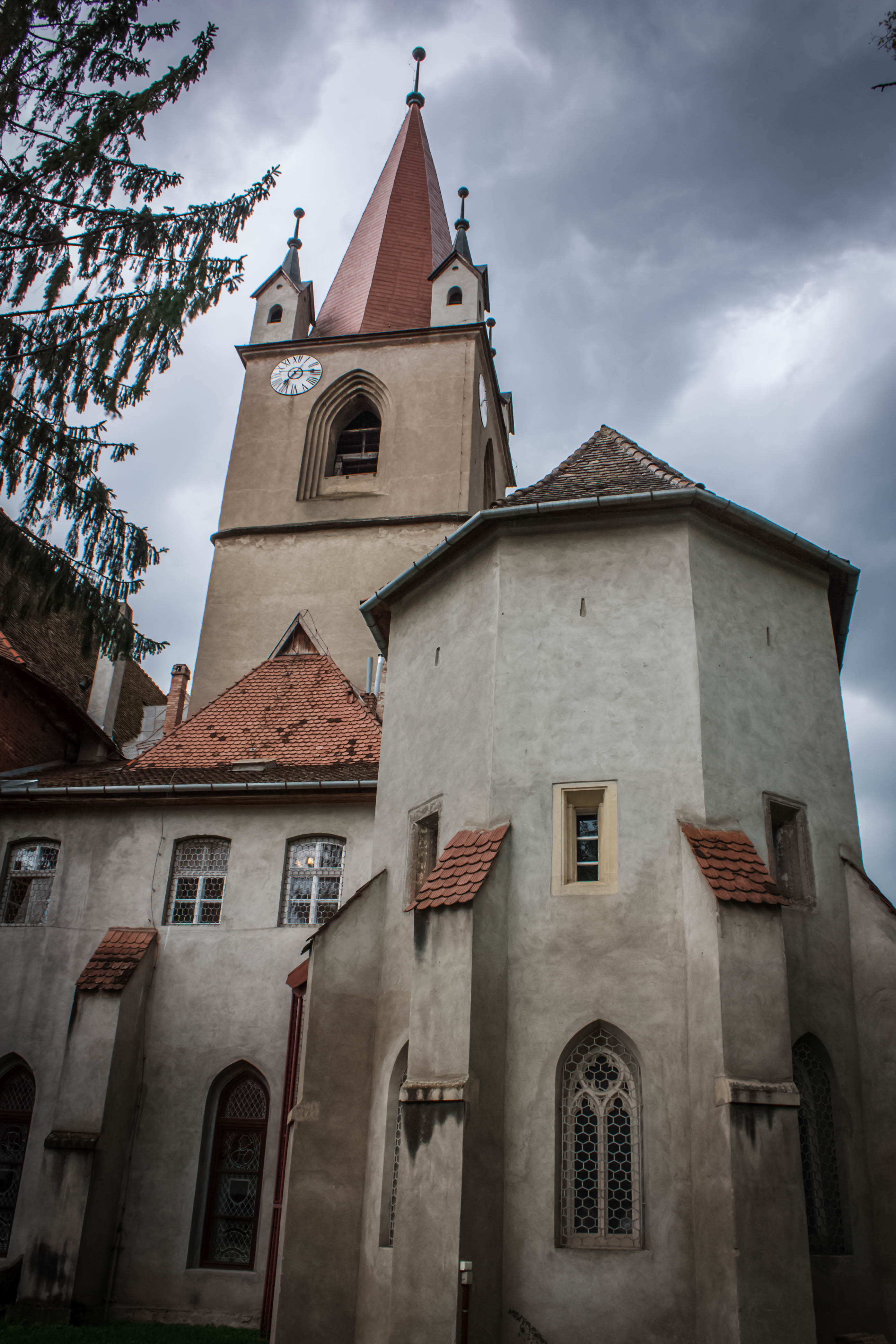
Biserica reformată din Cetate

Transilvania a devenit fruntașa noilor gândiri, unde protestantismul nu numai că a fost acceptat, ci a și fost îmbrățișat de către nobilimea maghiară. Acest fapt a atras după sine trecerea la protestantism a supușilor nobililor. După ce locuitorii orașului Târgu Mureș au trecut la protestantism, Biserica din Cetate a fost reamenajată în 1557. De-a lungul istoriei între pereții bisericii au fost ținute în totalitate 37 de adunări naționale, unde au fost prezenți personalități cum ar fi Ludovic I al Ungariei, Ioan de Hunedoara sau Ioan Sigismund Zápolya. În 6 ianuarie 1571 hotărârile despre libertatea de religie din Turda au fost reconfirmate aici.
În 1557 a început activitatea școala protestanților, Schola Particula, prima școală de acest fel de pe cuprinsul României. În 1718 școala a fost reorganizată și redenumită „Colegiul Reformat”, printre disciplinele studiate numărându-se teologia și filosofia, iar din 1797 se studiază și dreptul, filologia și științele naturii. Cu ajutorul guvernatorului Sámuel Teleki biblioteca a fost îmbogățită substanțial, iar cu ajutorul profesorilor, cum au fost Farkas și János Bolyai, a capătat o anvengură europeană.
Biserica Mică a fost construită între anii 1815-1830 pe terenul unde se afla o casă socială, așa-numita ispotály, cu o capelă. Institutul social era finanțat de Biserica Reformată, iar bolnavii și săracii aveau reguli foarte stricte, calviniste.
În prezent reformații dețin în Târgu Mureș zece biserici, prin Liceul Teologic Reformat grădiniță cu program prelungit, școală primară și gimnazială, liceu și program postliceal, Căminul și Centrul Studențesc „Gecse Dániel”, cimitir, un patrimoniu construit bogat în monumente istorice și programe sociale prin Fundația „Diakónia”.

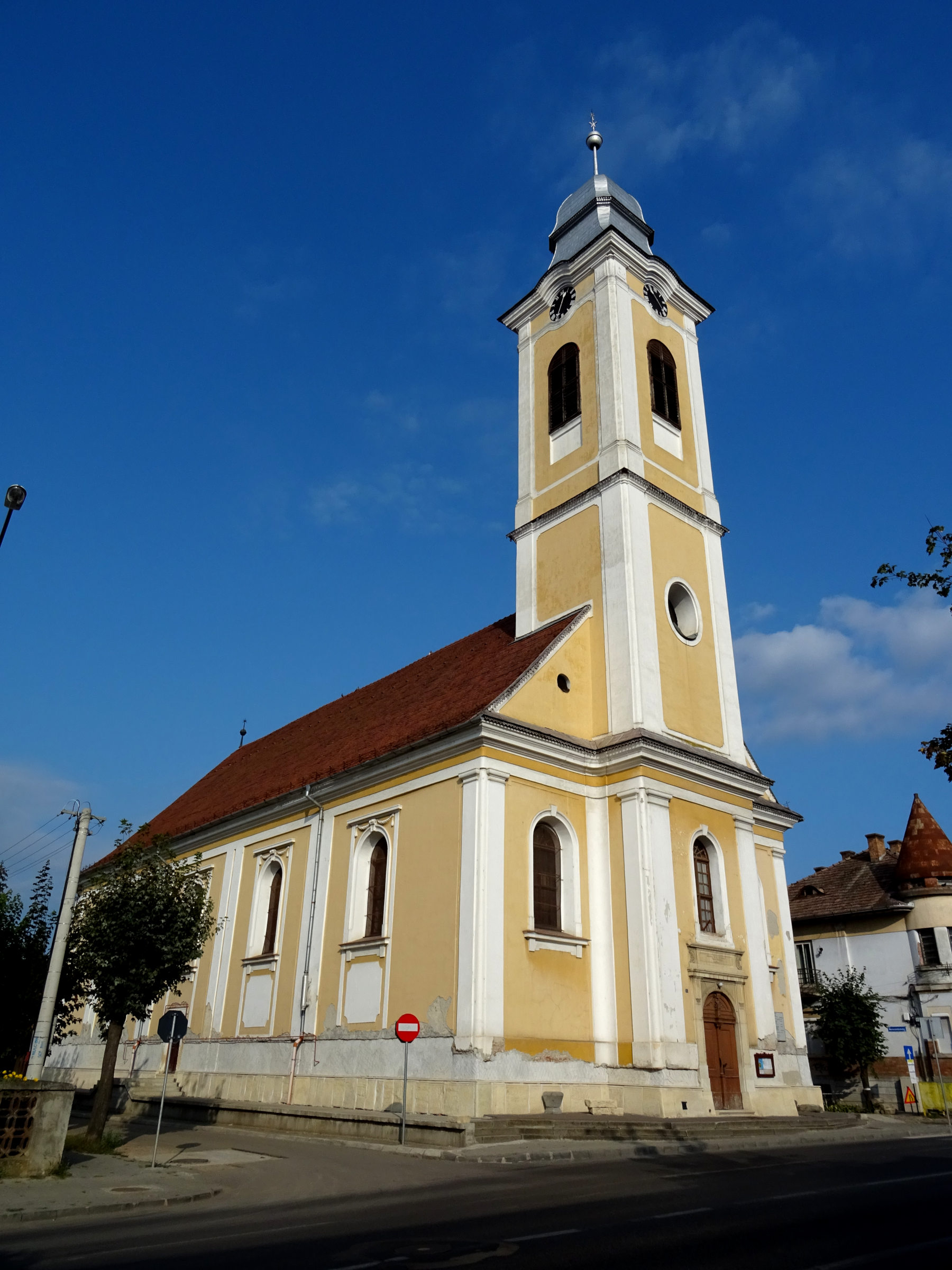
Biserica mică
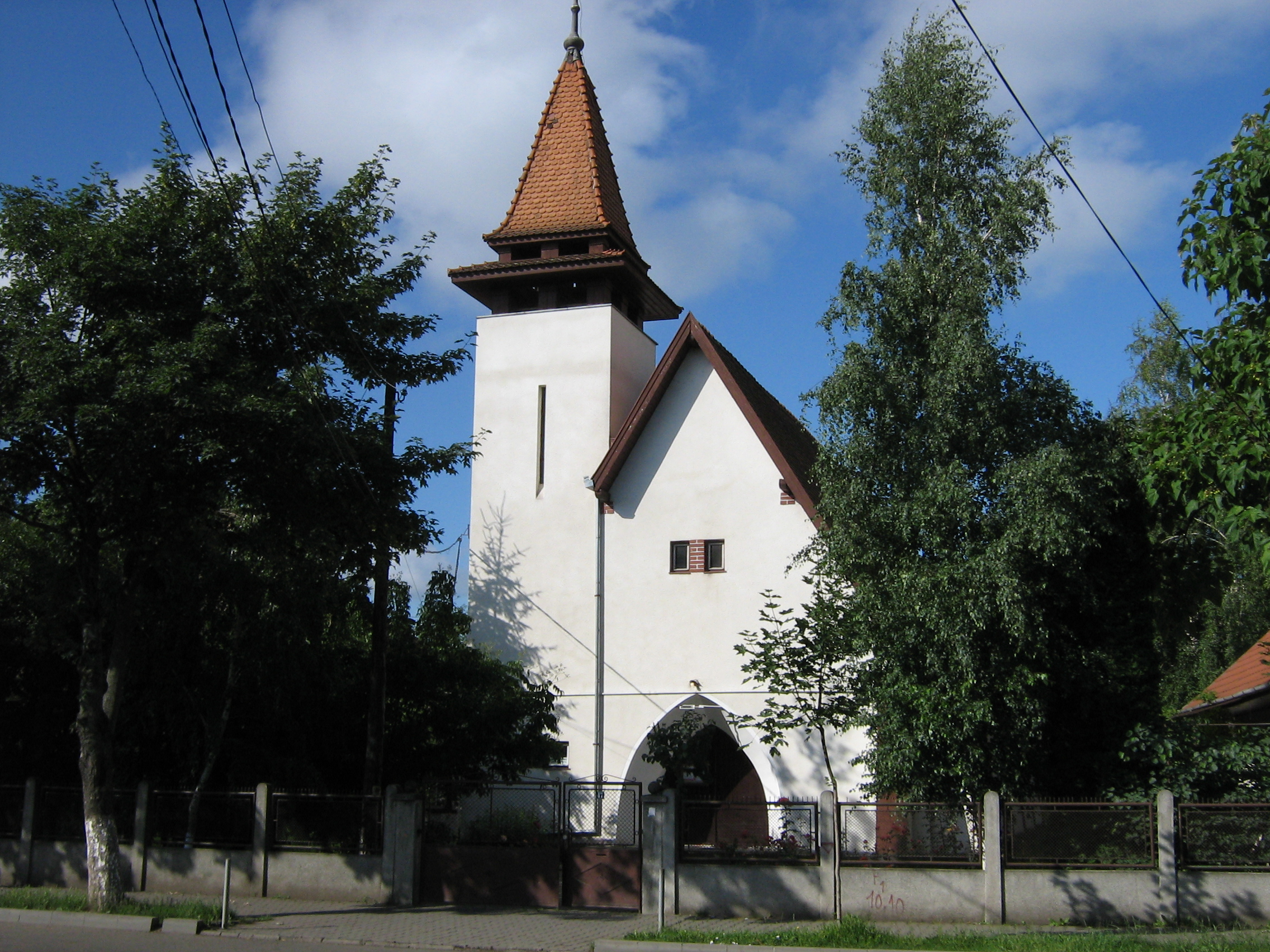
Biserica din strada Voinicenilor
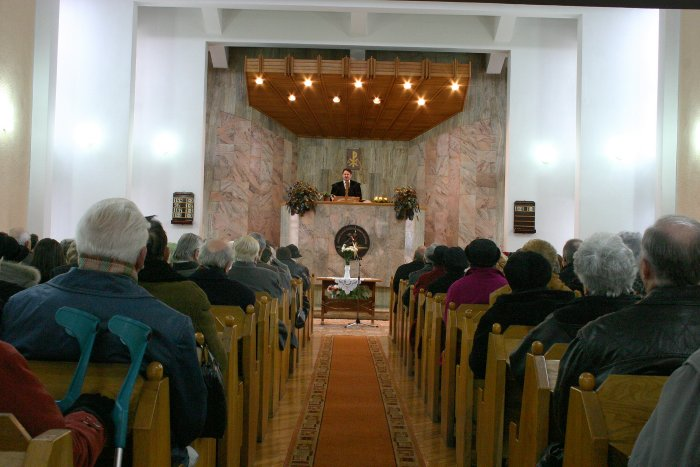
Biserica din Oraşul de Jos
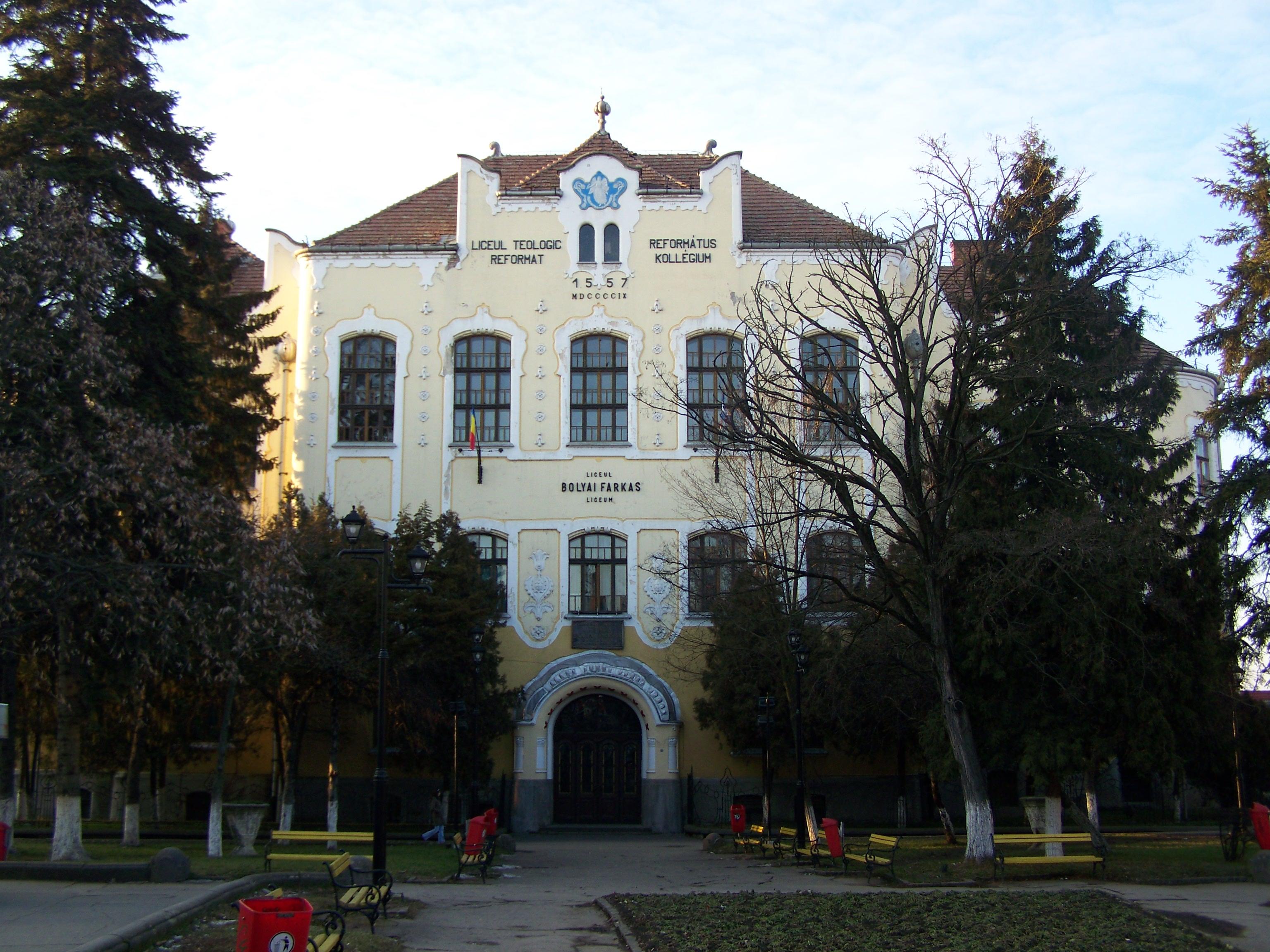
Colegiul Reformat
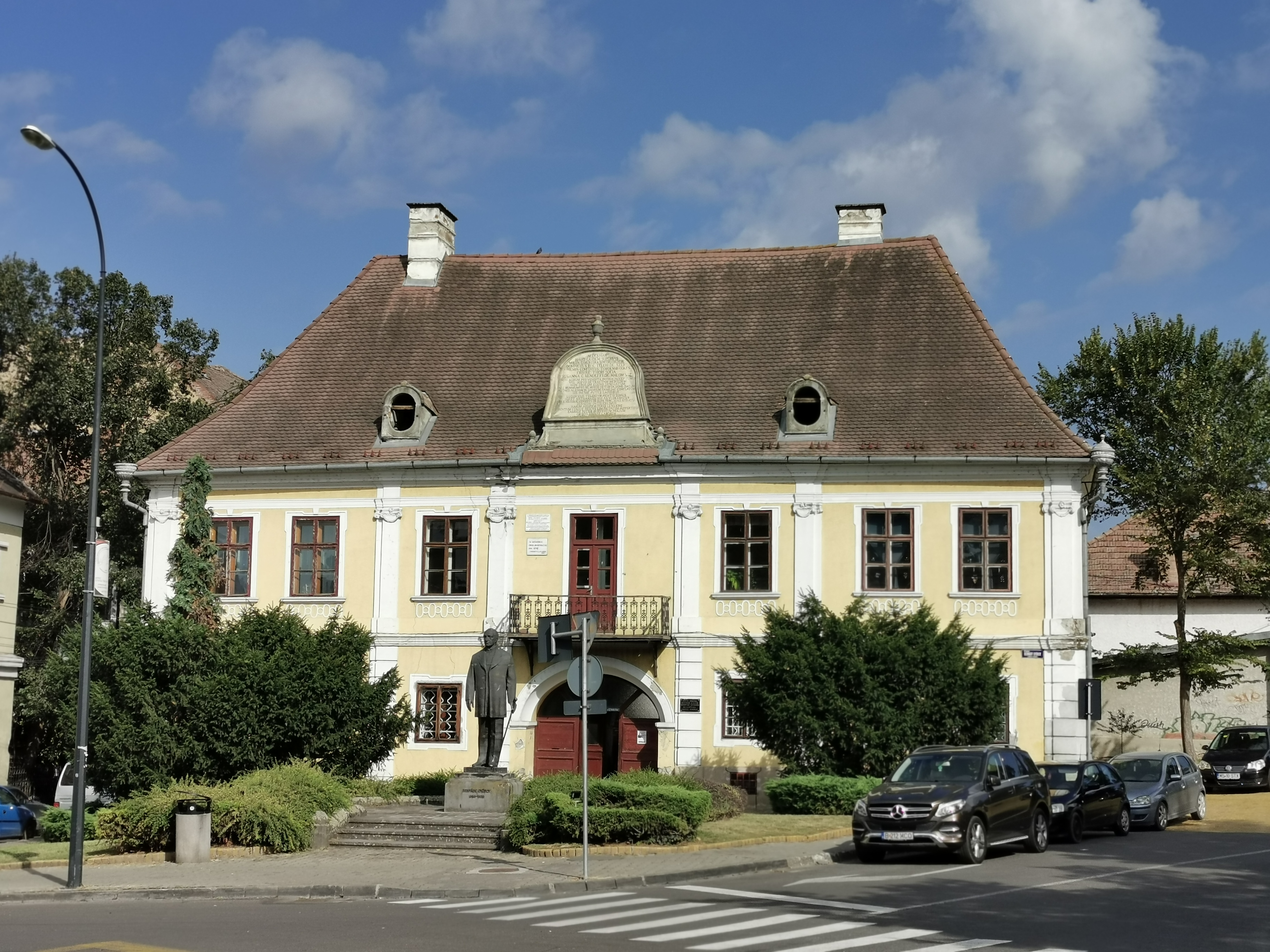
Sediul protopopial

### Comunitatea romano-catolică

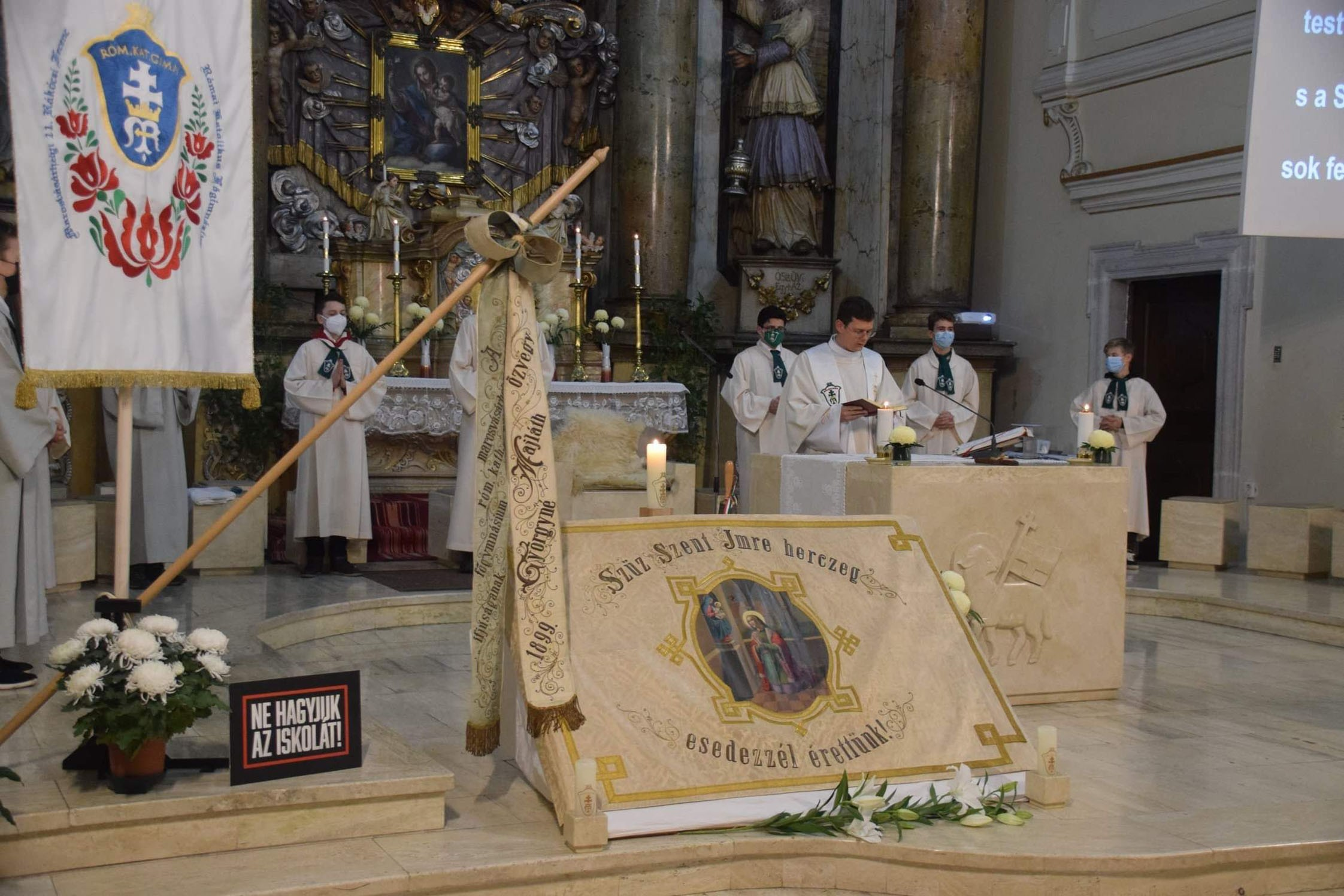
Slujbă în biserica Sf. Ioan Botezătorul

Ștefan I al Ungariei în anul 996 a devenit conducătorul statului maghiar, Ungaria, primind coroana de la Papa Silvestru al II-lea în anul 1000 în orașul Esztergom. Ca rege catolic a înființat biserica ungară, și a asigurat trecerea populației la creștinismul vestic (catolicism). A întemeiat zece episcopii, iar Transilvania era controlată pe plan religios de la Alba Iulia. 
Potrivit datelor prima biserică din Târgu Mureș era undeva pe Piața Bolyai, pe terenul unde se află astăzi Liceul Teoretic „Bolyai Farkas”. Clădirea construită în stil roman era dedicată către Sfântul Nicolae. În secolul al XIV-lea franciscanii au început construirea Bisericii din Cetate, care a fost finalizată în totalitate abia în 1490. Dintre efectele Reformei Protestante se numără confiscarea imobilelor și avererilor catolice. Franciscanii au fost nevoiți să plece din oraș.
Până în 1707 puținii maghiari care au păstrat totuși religia catolică n-au avut un loc unde să ține slujbe religioase și au fost puși sub atrocitățile locuitorilor majoritari, totodată erau discriminați și de către conducătorii orașului. Rezolvarea situației era implementată în 1728 când au cumpărat casa lui Ferenc Nagy Szabó, unde până în 1764 cu ajutorul politicii procatolice habsburgice iezuiții au construit după planurile lui Bálint Scherzer o Biserica Sfântul Ioan Botezătorul (în maghiară Keresztelő Szent János Plébániatemplom) cu două turnuri în stil baroc.
Reîntoarcerea franciscanilor a fost în secolul al XVIII-lea. Cu ajutorul familiei Petky călugării au construit între anii 1745-1747 o biserică și mănăstire pe Piața Centrală. Ei au avut un rol important în educarea și ajutarea săracilor în oraș. În 1971 biserica a fost demolată, odată cu începerea lucrărilor la clădirea Teatrului Național. Din mănăstirea franciscanilor din Centru a fost păstrată numai turnul baroc sub care se află intrarea în cavoul călugărilor.
În prezent romano-catolicii dețin șapte biserici, Centrul Deus Providebit, clădiriile Liceului Romano-Catolic (Colegiului Național Unirea) și Liceului de Artă, cimitirul romano-catolic și diferite centre sociale.

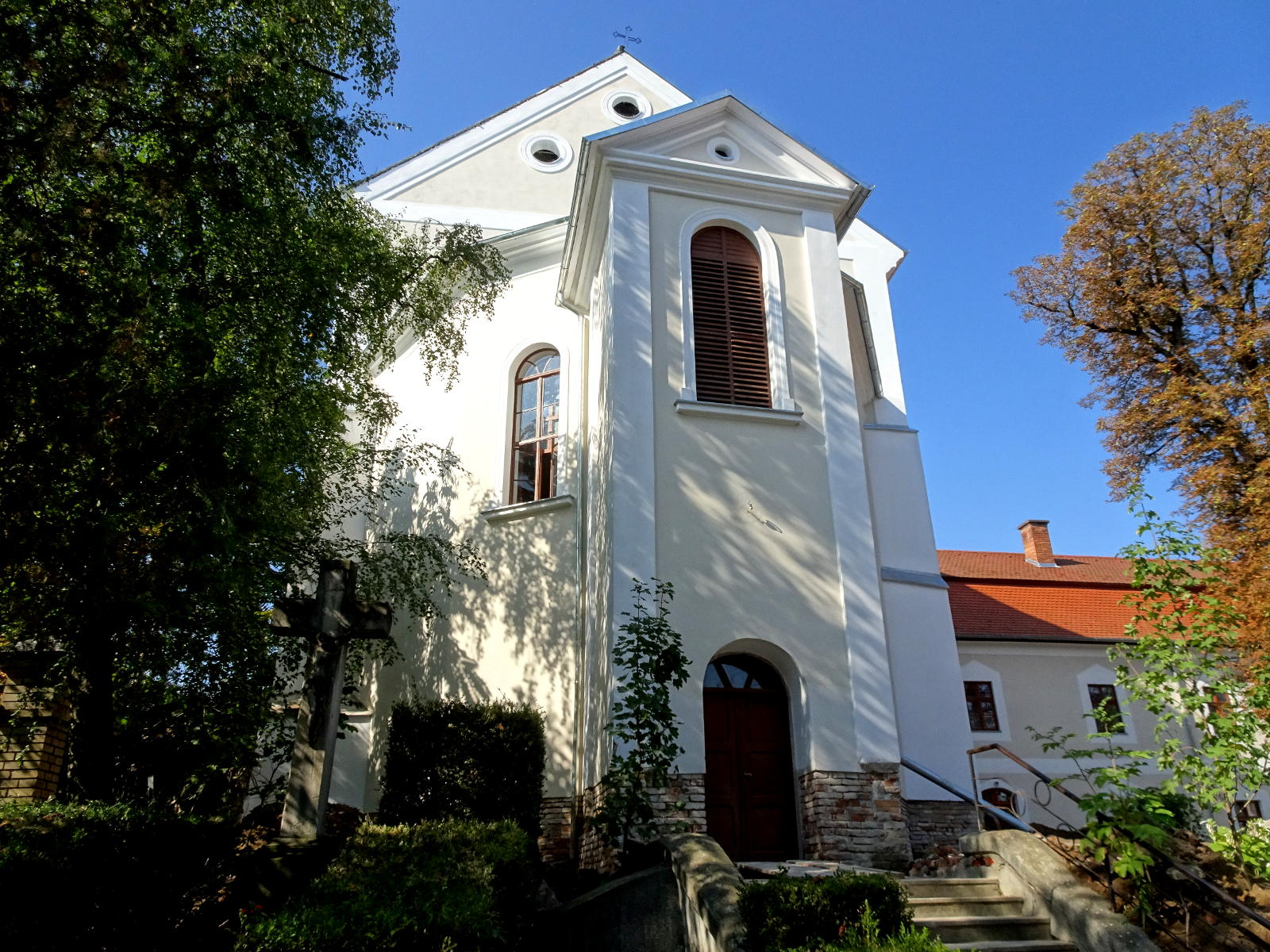
Biserica Sf. Anton de Padova
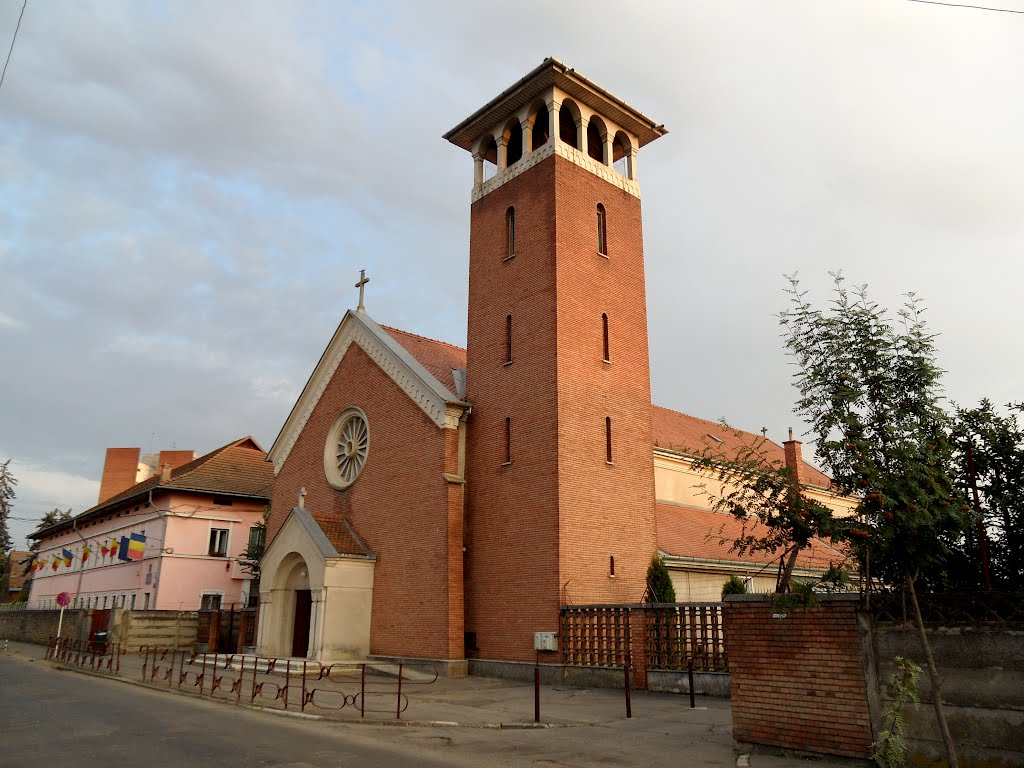
Biserica Sf. Emeric
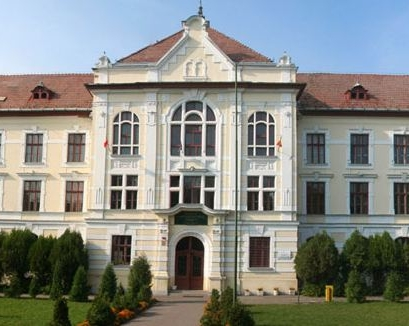
Liceul Romano-Catolic
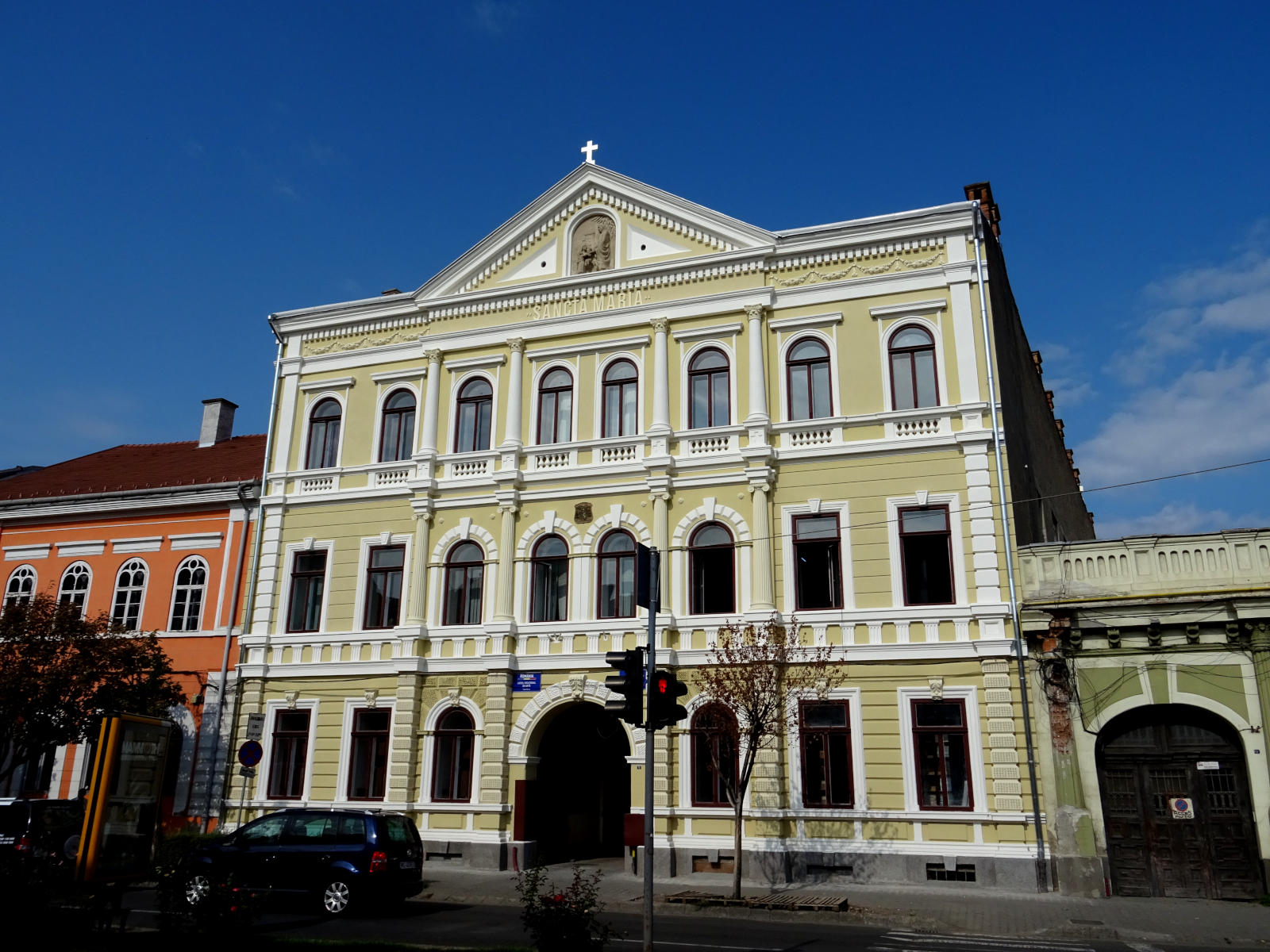
Liceul de Artă (Școala de Fete Romano-Catolică „Sancta Maria”)
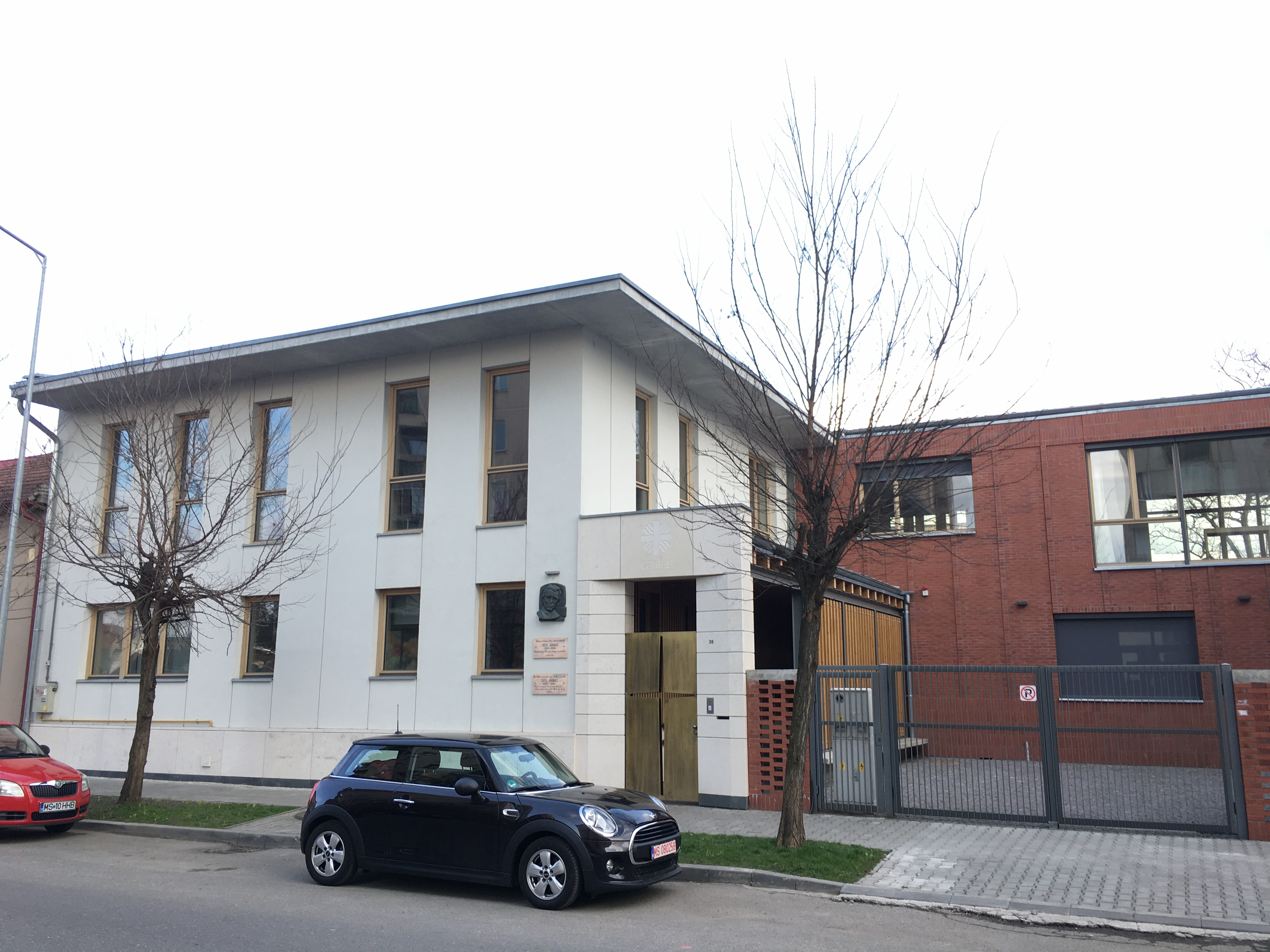
Centrul Caritas

### Comunitatea ortodoxă

Biserica Înălțarea Domnului din Centru

Prima biserică a ortodocșilor din Târgu Mureș a fost construită la sfârșitul secolului al XVIII-lea, în anul 1793. Construită pe terenul cumpărat de la Mária Ilyés și finalizată în întregime în anul 1814, lăcașul de cult, denumit Biserica de lemn, atestă prezența comunității românești. De această biserică se leagă un episod din viața poetului Mihai Eminescu, care a poposit o noapte în clopotnița bisericii în drum spre Blaj.
Construirea celei mai mari biserici ortodoxe din localitate a avut loc în perioada interbelică, după schimbarea imperiului, între anii 1925-1934. Visul protopopului Ștefan Rusu a fost ridicarea unui edificiu religios reprezentativ, Biserica Înălțarea Domnului peste puterea și posibilitățile economice ale ortodocșilor. Chiar dacă condițiile politice ale momentului permiteau ridicarea bisericii în centrul istoric al orașului, terenul unde afla în trecut Biserica Cântătoare lui Péter Bodor era relativ mic. Astfel construcția are o formă în cruce greacă, o cupolă centrală care acoperă traveea principală și patru cupole mai mici amplasate deasupra turnurilor de pe colțuri. În exterior fațada principală este dominată de frontonul semicircular în care ferestrele sunt așezate astfel încât să descrie forma crucii. Tambururile pe care se sprijină cupola centrală și cele patru cupole ale turnurilor sunt străbătute de ferestre semicirculare cu arcul susținut de coloane mici și robuste, având sorgintea în stilul brâncovenesc.
Comunitatea ortodoxă, având cel mai mulți credincioși, deține un șir de biserici în aproape toate cartierele din oraș, între care se numără și Bisericile Bob și Buna Vestire. Amândouă lăcașurile de cult au fost date în folosința Bisericii Ortodoxe Române în anul 1948, odată cu desființarea Bisericii Române Unite cu Roma. Reprezentanții ortodocșilor au refuzat restituirea lor până în prezent.

### Comunitatea unitariană
Cultul unitarian a fost înființat la Cluj în contextul reformei protestante. Anul 1568 este considerat anul fondării Bisericii Unitariene. În acel an Dieta de la Turda a proclamat libertatea religioasă în Transilvania, admițând credința unitariană ca religie recunoscută a Principatului Transilvania. De-a lungul istoriei unitarienii au fost prezenți în oraș, dar au fost minoritari între protestanți (reformați, lutherani). 
Comunitatea unitariană numai în 1869 a reușit să ridice o casă de rugăciune și un han la colțul străzilor actuale Bolyai și Tamás Borsos. Pe locul casei de rugăciuni a fost construită Biserica Unitariană din Târgu Mureș Biserica din Piața Bolyai între anii 1929-1930 în stil neogotic. Interiorul bisericii este puritan, foarte simplu, fără obiecte de artă religioasă, întrucât cultul unitarian interzice existența unor astfel de obiecte. Singurele decorațiuni sunt brâurile pictate cu motive florale, care marchează nervurile bolților sau anumite contururi. 
Creșterea substanțială a numărului unitarienilor a făcut posibilă construirea Bisericii din Piața Dávid Ferenc, în Dâmbul Pietros. Stilul ales a rămas la rădăcinile puritane și transilvănene, astfel clădirea face o aluzie la vechile biserici fortificate.

## Structura etnică

Recensământ 2002

Conform recensământului din 2011, după etnie locuitorii se împart în: 66033 români, 57532 maghiari,  202 germani, 3110 țigani, 7110 necunoscută.
| An   | Total   | Români | Maghiari | Germani | Evrei | Romi  | Alte etnii |
| ---- | ------- | ------ | -------- | ------- | ----- | ----- | ---------- |
| 1850 | 7 855   | 6,0%   | 82,6%    | 3,1%    | 2,6%  | 3,6%  | 2,1%       |
| 1869 | 12 678  | 5,2%   | 88,9%    | 3,5%    |       |       | 2,4%       |
| 1900 | 20 229  | 11,6%  | 83,3%    | 3,6%    |       |       | 1,5%       |
| 1910 | 25 517  | 6,7%   | 89,3%    | 2,4%    |       |       | 1,6%       |
| 1930 | 40 058  | 26,7%  | 57,2%    | 1,7%    | 12,1% | 1,1%  | 1,2%       |
| 1966 | 86 464  | 28,3%  | 70,9%    | 0,6%    |       |       | 0,2%       |
| 1977 | 127 783 | 34,8%  | 63,6%    | 0,6%    | 0,4%  | 0,5%  | 0,1%       |
| 1992 | 164 445 | 46,1%  | 51,4%    | 0,3%    | 0,1%  | 2%    | 0,1%       |
| 2002 | 149 577 | 50,34% | 46,73%   | 0,2%    |       | 2,43% | 0,3%       |
| 2011 | 134 290 | 49,17% | 42,84%   | 0,15%   | 0,05% | 2,31% | -          |

### Comunități etnice

#### Comunitatea maghiară
În municipiul Târgu Mureș trăiește cea mai mare comunitate maghiară urbană din România, care datează încă din Evul Mediu. Cronica Săsească din Brașov, care a fost tipărită în anii 1847-1848 spune că localitatea a fost fondată în 1004, în timpul domniei lui Ștefan I al Ungariei și a fost locuită de către secuii.  De-a lungul istoriei orașul a devenit cel mai important și puternic din Ținutul Secuiesc, fapt demonstrat de fenomenul că Târgu Mureșul a fost singurul oraș regesc liber din regiune. Etnograful, Balázs Orbán în opera sa principală intitulată "Descrierea Ținutului Secuiesc", realizat între anii 1868-1873, scrie următorul: „E cel mai mare și frumos oraș din Ținutul Secuiesc, care deține 12 000 de locuitori maghiari harnici. Această populație este de origine secuiască, deoarece sunt puțini de religie orientală, evrei, luterani (...). Locuitorii dau o cotizație intelectuală mare; ca tabla regească, Colegiul Reformat și Gimnaziul Catolic.” 
Epoca dualismului a fost perioada când comunitatea maghiară a încercat să găsească valoriile naționale. În acest context au fost construite cele două clădiri emblematice din Centru, fosta Primărie și Palatul Culturii. Proiectele clădirii au fost executate de perechea de arhitecți budapestani care au semnat și planurile edificiului învecinat al Primăriei, Komor Marcell și Jakab Dezső. Programul ornamental-decorativ al Palatului Culturii a fost formulat de către primarul György Bernády: „opera care se va concepe trebuie să aibă specific maghiar sub toate aspectele... trebuie să fie edificiul capodoperelor de artă plastică și decorativă inspirate din istoria maghiară și legendele populare secuiești”.
De-a lungul istoriei cel mai important centru educațional al maghiarilor din Transilvania a fost Clujul, cu o viață academică intensă garantată de diversitatea facultăților universitare. Chiar dacă în Târgu Mureș educația a avut o istorie, prima școală fiind înființată în 1557, orașul a putut să ocupe numai un rang regional. Schimbarea a venit în perioada postbelică, când din diverse motive politice, guvernul a dorit slăbirea puterii din acest sens a Clujului. Astfel autoritățile au mutat în 1945 facultatea de medicină din cadrul Universității Bolyai la Târgu Mureș, în clădirea fostului liceu militar. Tot această soartă a avut Institutul Teatral Szentgyörgyi István care a primit noul sediu în 1952 în capitala Regiunii Autonome Maghiare. Importanța celor două instituții de învățământ superior, Universitatea de Medicină și Farmacie și Universitatea de Arte, constă în faptul că tinerii maghiari dornici să lucreze în medicină sau în arte numai aici au posibilitatea din România să învețe în limba lor maternă.

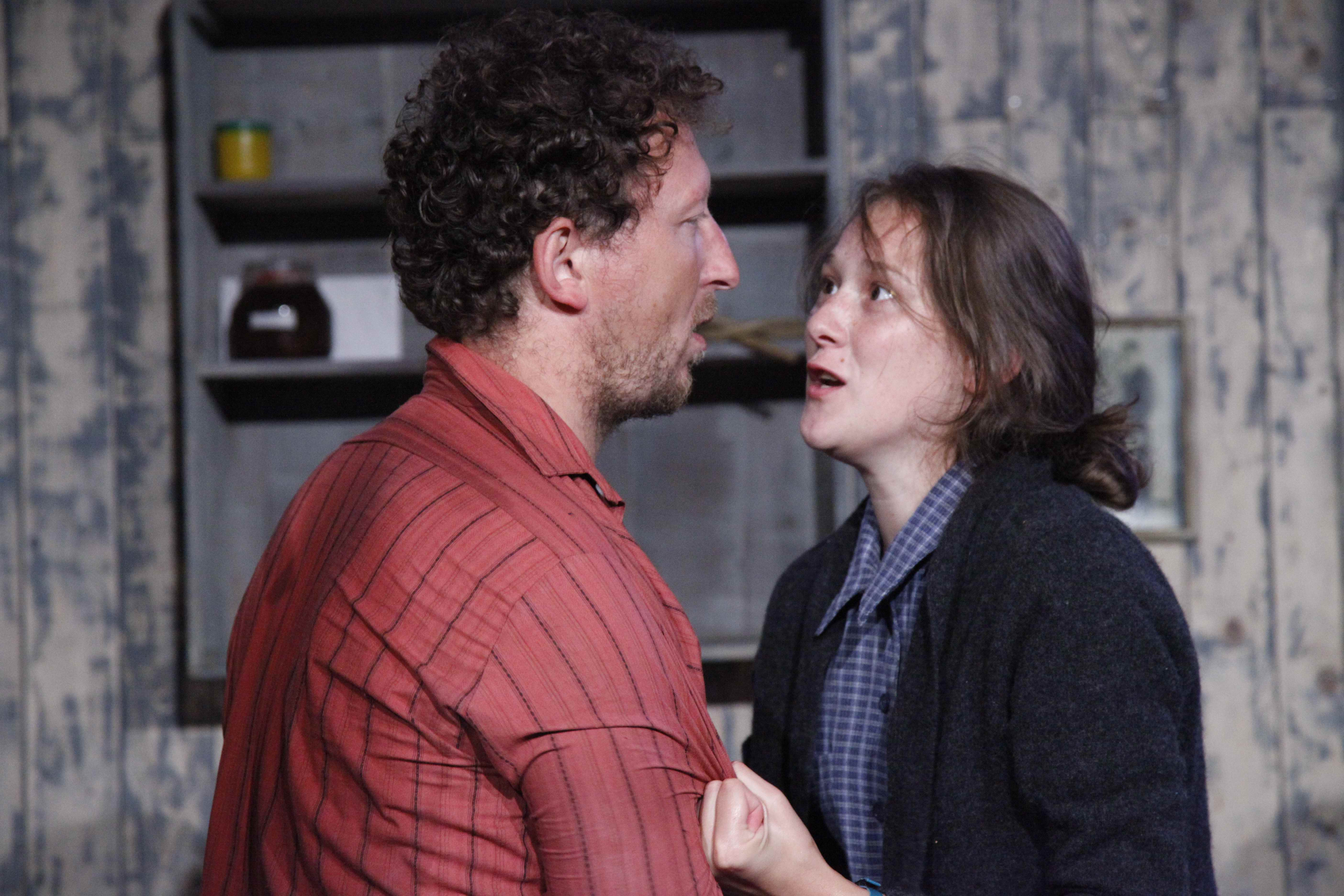
Spectacolul Bányavirág în regia lui Aba Sebestyén

Pe plan cultural maghiar orașul ocupă un loc eligibil în România cu un șir de instituții. Teatrul Național cu două secții este continuatorul tradiției impus de Teatrul Secuiesc înființat în 1946 de regizorul Miklós Tompa. Compania "Tompa Miklós" de-a lungul istoriei a demonstrat că performanța prezentată este apreciată atât pe plan național, cât și pe plan internațional, fapt demonstrat de obținerea premiului pentru cel mai bun spectacol la Festivalul Național de Teatru de la Pécs, din Ungaria pentru opera Bányavirág (în română Flori de mină) în 2012.
Ceea ce privește folclorul, Ansamblul Artistic Mureșul a fost înființat în 1 octombrie 1956 cu 134 de membrii sub numele de Ansamblul Secuiesc. Această perioadă a fost timpul când dirijorii, coreografii și soliștii împreună cu ansamblul au devenit cunoscuți în toată țara: Szalman Lóránt, Birtalan József și Birtalan Judit, Szarvady Gyula, Székely Dénes și Domokos István, Orbán Irma designer, Tóth Erzsébet și Széllyes Sándor, Maria Precup, Balogh Dénes, Kerestély Lászlóand și mulți alții. Producțiile teatrale și de dansuri populare ca A Sodrásban, Édesanyám rózsafája, Apám tánca, Kalotaszeg, Egy más világ kapuján, De sok falut, de sok várost bejártam, A viz szalad, a kő marad..., Fehérlófia, Édes kicsi Jézusunk, Mátyás király álruhái, Kőműves Kelemen au captat atenția atât a specatorilor locali cât și a celor străini. Ținta Teatrului Ariel cu secții în limbile română și maghiară este publicul alcătuit din copii.
Orașul este un important centru presei maghiare din România. Emisiunile în limba maghiară a Radioului Târgu Mureș sunt difuzate în regiunea din centrul României care cuprinde județele Mureș, Harghita, Covasna, Alba și Cluj. La fel cum la postul public de radio, și la TVR Târgu Mureș funcționează redacție maghiară. Totodată, în oraș funcționează singurul post de televiziune maghiară cu acoperire națională, Televiziunea Maghiară din Transilvania.

#### Comunitatea romă
Romii alcătuiesc două mari grupări, dintre care cea mai mare este cea autohtonă, care s-a integrat pe plan cultural, astfel limba lor maternă este cea maghiară și după religie în mod tradițional sunt romano-catolici și reformați. Ei trăiesc în zone compacte unde alcătuiesc o majoritate covârșitoare. Cea mai importantă astfel de zonă este Valea Rece (în maghiară Hidegvölgy), o stradă cu case și blocuri sociale. Minoritatea este alcătuită de către țiganii numiți gabori, care își păstrează tradițiile și vorbesc limba romani.
Romii din Târgu Mureș și din Sângeorgiu de Mureș au jucat un rol important în timpul conflictului interetnic din 1990. Premisa evenimentelor a fost faptul că la data de 10 februarie 1990 la Târgu Mureș aproape 100 000 de etnici maghiari au participat la un marș al tăcerii, ținând în mână o carte și o lumânare, semn de protest față de neredobândirea drepturilor colective pierdute în regimul comunist. Participanții cereau reînființarea Universității Bolyai din Cluj, reorganizarea rețelei de școli cu predare în limba maghiară, dreptul de a folosi liber limba maghiară, un minister al naționalităților. În 20 martie 1990 reprezentanții ambelor comunități au ieșit în stradă în centrul orașului. În timpul bătăii generalizate au sosit romii, care au scandat: Ne féljetek magyarok, megjöttek a cigányok! (în română Nu vă temeți unguri, au sosit țiganii!), după care au participat la eveniment de partea comunității maghiare.
Acest fapt din partea romilor a confirmat strânsa legătură dintre cele două comunități. În semn de respect în 2010 la Budapesta Lőrinczi József, Sütő József, Szilágyi József, Puczi Béla, Tóth Árpád și Szilveszteri Kis Péter au primit Instincția „Helytállásért” cu Diploma Memorativă Petőfi a Fundației Polgári Magyarországért de la secretarul de stat responsabil pentru conviețuirea etnică și religioasă din Ungaria, Zoltán Balog. Premierul ungar, Gordon Bajnai, care a primit la audiență romii respectivi în Sala Munácsy din Parlament, a declarat că în momentul în care a fost scandată propoziția respectivă, țiganii mureșeni „au ajuns în cadrul națiunii maghiare”.

#### Comunitatea română

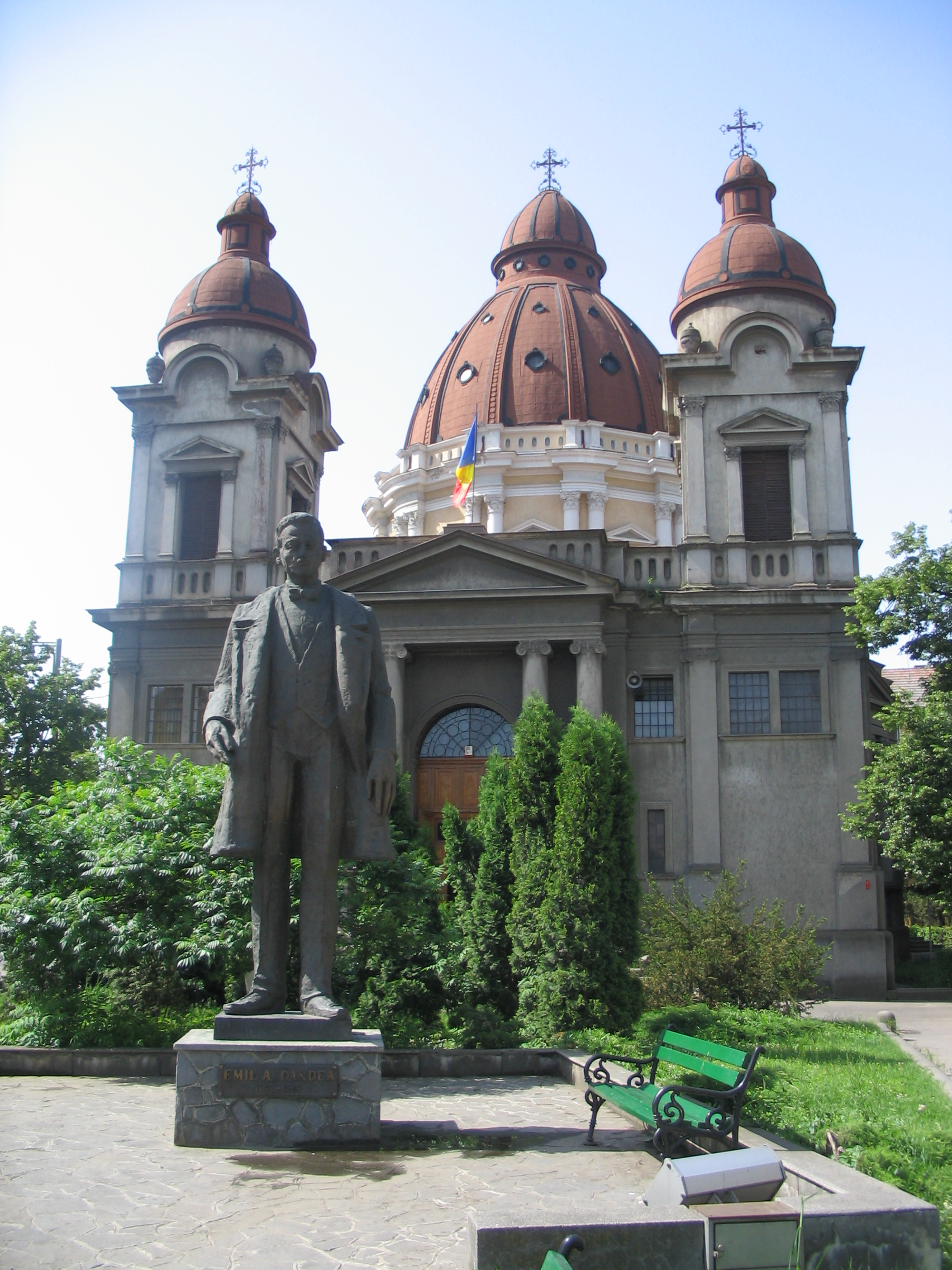
Biserica Buna Vestire cu statuia lui Emil Dandea

Contextul politic din Transilvania, la începutul secolului al XVIII-lea, s-a dovedit a fi favorabil populației de naționalitate română, care până în acel moment avea statutul de populație tolerată, fără drepturi egale cu restul naționalităților și fără a i se recunoaște religia ca fiind oficială în stat. Până în acest moment comunitatea română din Târgu Mureș, fiind una mică și fără putere economică, n-a avut un lăcaș de cult.
În 1750 românii catolici au primit o parcelă de la oraș în urma intervenției călugărului iezuit József Balogh. Cu ajutorul economic al unui comerciant român a fost ridicată aici o biserică de lemn. În 1792, după ce vechea biserică arsese într-un incendiu, episcopul greco-catolic Ioan Bob a acordat sprijinul material necesar pentru ridicarea unui lăcaș de cult din cărămidă în stil baroc, devenind astfel ctitorul bisericii, așa cum o demonstrează și inscripția aflată deasupra ușii. Lucrările au fost conduse de János Topler.
Reprezentanții Școlii Ardelenești, cum ar fi Petru Maior și Gheorghe Șincai au fost de origini mureșeni. Chiar dacă amândoi reprezențanți a mișcării culturale române, care s-a înscris în contextul iluminismului european, au urmat numai câțiva ani cursurile Colegiului Reformat din Târgu Mureș, după care au plecat în marele centre universitare, precum Buda, Roma sau Viena, au avut legături strânse cu orașul. Petru Maior odată reîntors în țară a ocupat postul de profesor de logică, metafizică și drept natural la gimnaziul din Blaj. În această perioadă (1780-1785) făcuse două vizite la Târgu Mureș, prilejuite de ținerea unor cursuri pentru populația de origine română din localitate.
La fel ca în secolul al XVIII-lea, și în secolul al XIX-lea țelul reprezentanții românilor din Transilvania a fost emanciparea spirituală, culturală și politică a comunității. În acest context a dorit Avram Iancu să urmeze cariera de avocat și din acest motiv venise la Târgu Mureș pentru a-și îndeplini stagiatura pe lângă Tabla Regească. Împreună cu Alexandru Papiu-Ilarian, care era și el cancelarist la Tabla Regească, Avram Iancu a devenit lider al tinerilor intelectuali români din localitate, animați de sentimente profund naționale și dornici de a se implica în rezolvarea problemelor politice și sociale ale românilor din Transilvania. În acești ani el a locuit într-o casă din vecinetatea Cetății Medievale, în strada numită Kövecses. Paralel însă tinerii maghiari sprijiniți de profesorii Colegiului Reformat și de conducerea orașului au manifestat și ei solidaritatea față de ideile lui Lajos Kossuth privind unirea națională între Ungaria și Transilvania.
Schimbările majore, ceea ce privesc viața politică și culturală română, au venit după schimbarea imperiului în 1920. Ajungerea juristului Emil Dandea în fruntea orașului prin numirea lui ca edil șef din centru, a însemnat reorganizarea administrativă al orașului, prin eliminarea funcționarilor publici provenite din epoca dualistă și revigorarea culturii române. În acest context au fost distruse toate statuile publice care reprezentau personaje, și a fost amplasat un monument dedicat latinității. Au fost înființate clase cu limba de predare română în o parte din instituțiile de învățământ construite în dualism, iar în locul institutului militar austro-ungar a fost creat cu ajutorul ministerului din București Liceul Militar "Mihai Viteazul".
Teatrul Național înființat în 1947 sub denumirea de Teatrul Secuiesc (în maghiară Székely Színház) doar în limba maghiară, institutul a devenit intercultural în 1962, odată cu fondarea companiei române și mutarea într-o clădire nouă, special construită în piața din mijlocul orașului prin demolarea Bisericii Franciscane și altor monumente istorice. În prezent thalia formată din Trupele "Liviu Rebreanu" și "Tompa Miklós" reprezintă un model de interculturalitate, prin promovarea unui repertoriu bilingv, funcționând ca un liant al comunității mureșene. Cei care caută o alternativă pentru ofertele institutului public, pot găsi în persoana Teatrului 74. Funcționând în Bastionul Măcelarilor din Cetatea Medievală, trupa formată din tineri actori vrea să abordeze prin proiecte unice stratul intelectual român din Târgu Mureș.

### Conviețuire interetnică
Drepturile lingvistice, culturale și economice a comunității maghiare din Târgu Mureș sunt garantate de către legislația în vigoare. Astfel cetățenii aparținând acestei etnii pot folosi limba lor maternă în instituțiile primăriei și a instituțiilor de stat deconcentrate cu scopul de a comunica oral sau scris, totodată toate inscripțiile publice de aici trebuie să fie bilingve, iar informațiile de interes public se publică și în limba maghiară.
Bilingvismul în sectorul privat din localitate este un fenomen des apărut și acceptat, chiar dacă acest fenomen a fost unul dintre catalizatoarele conflictului interetnic de la Târgu Mureș. În 16 martie 1990 în jurul fostei farmacie nr. 28 din strada Înfrățirii se aduna mulțimea ca să-și manifeste dezacordul față de gestul conducerii unității, care a decis așezarea inscripțiilor bilingve. Astăzi mentalitatea multiculturală pe planul comunicării se practică atât în micile magazine, cât și în centrele comerciale operate de către marile lanțuri internaționale. 

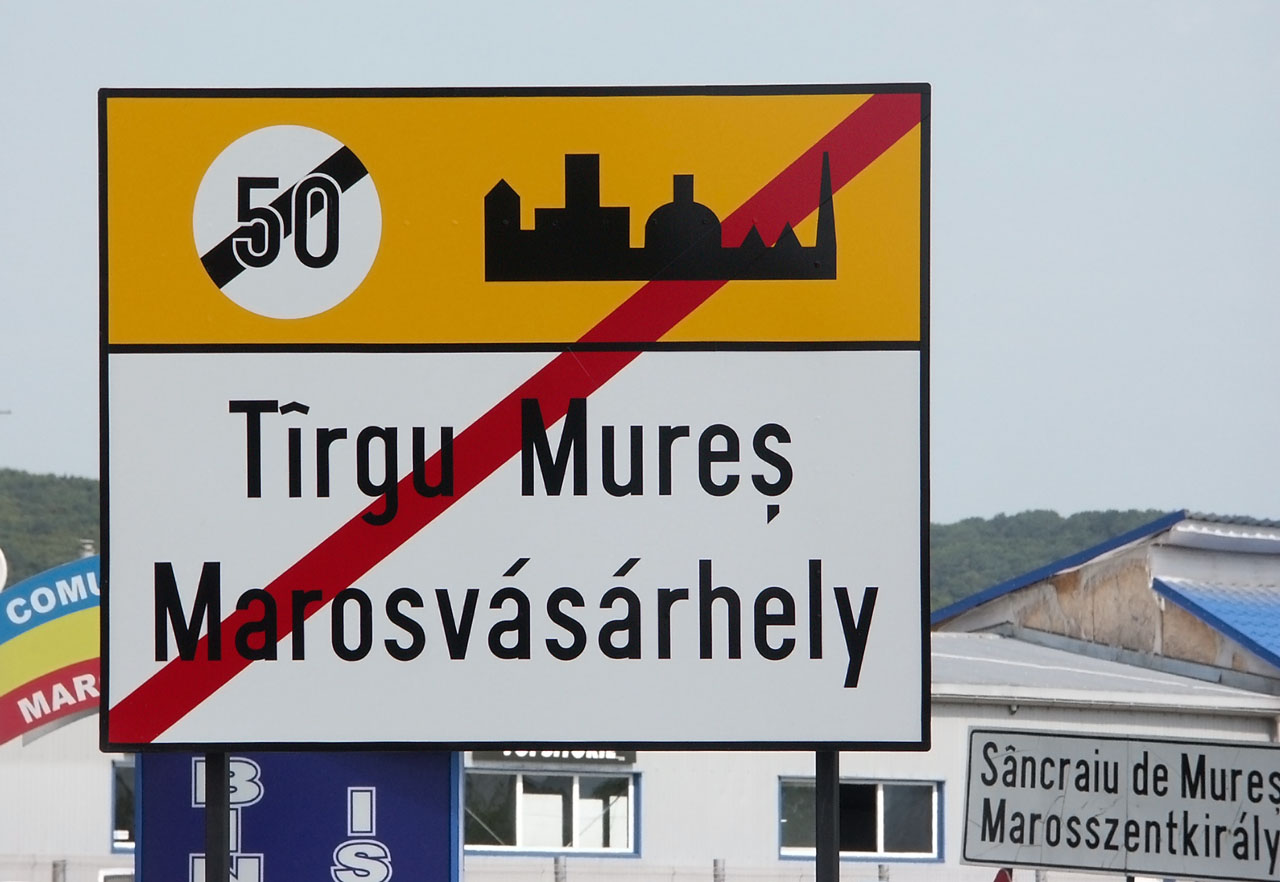
Intrarea dinspre Sâncraiu de Mureș
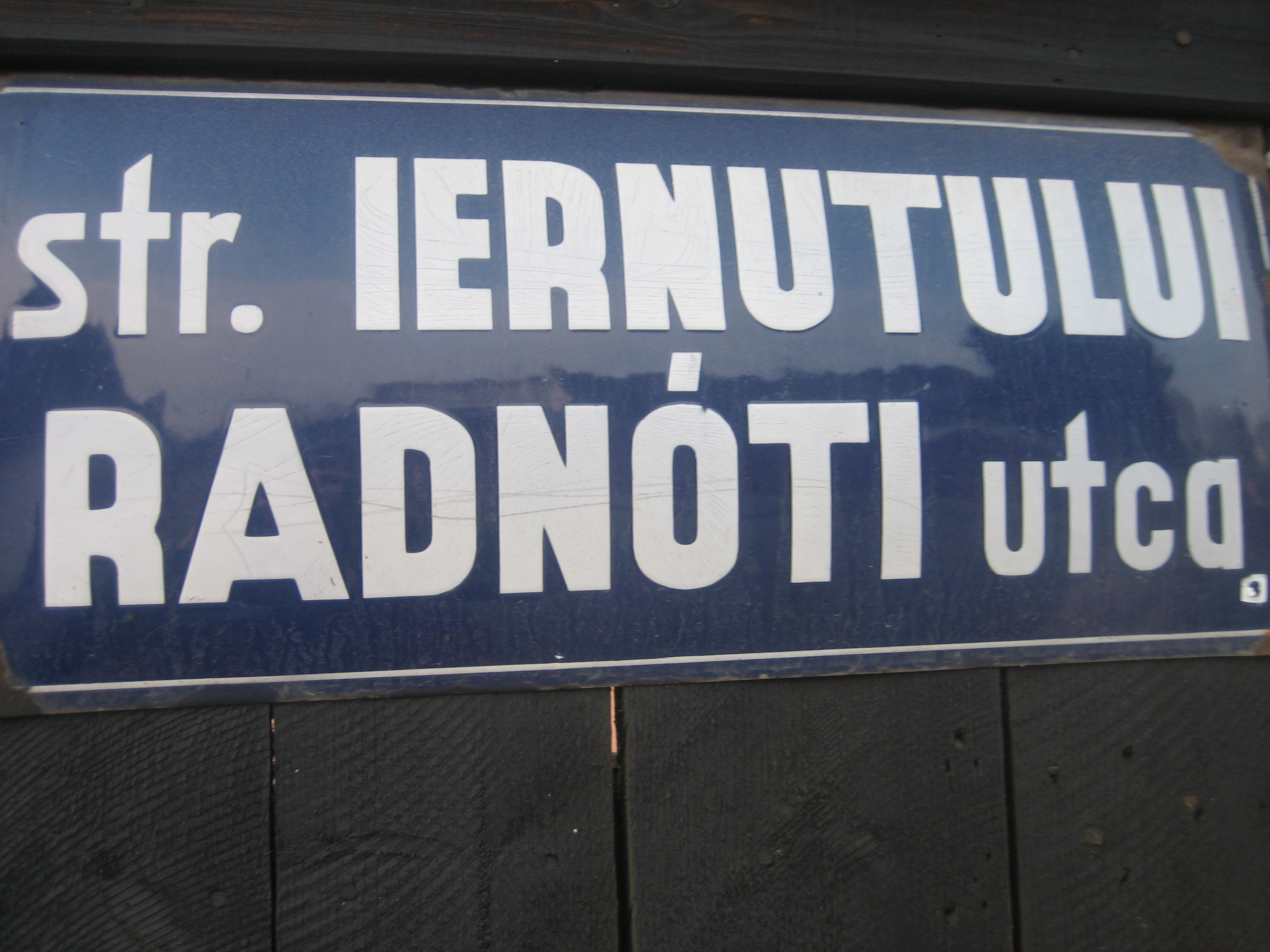
Inscripție, Oraşul de Jos
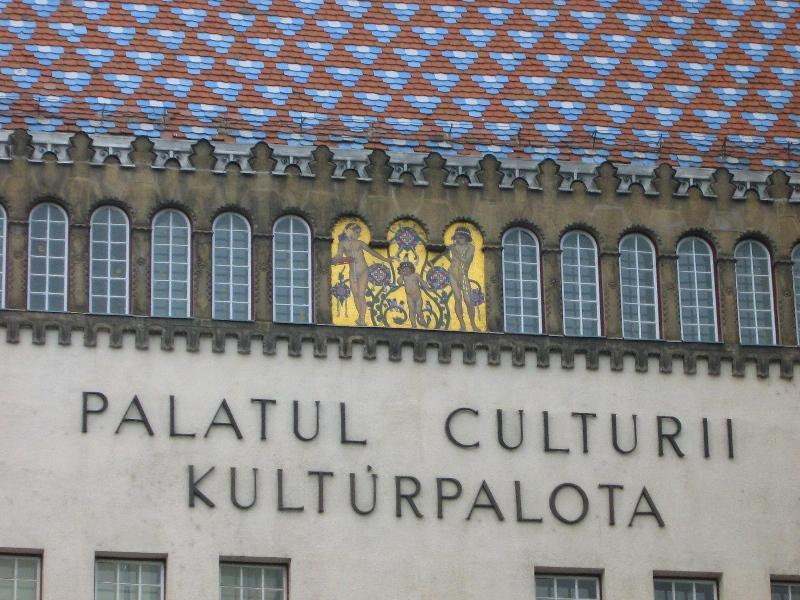
Palatul Culturii
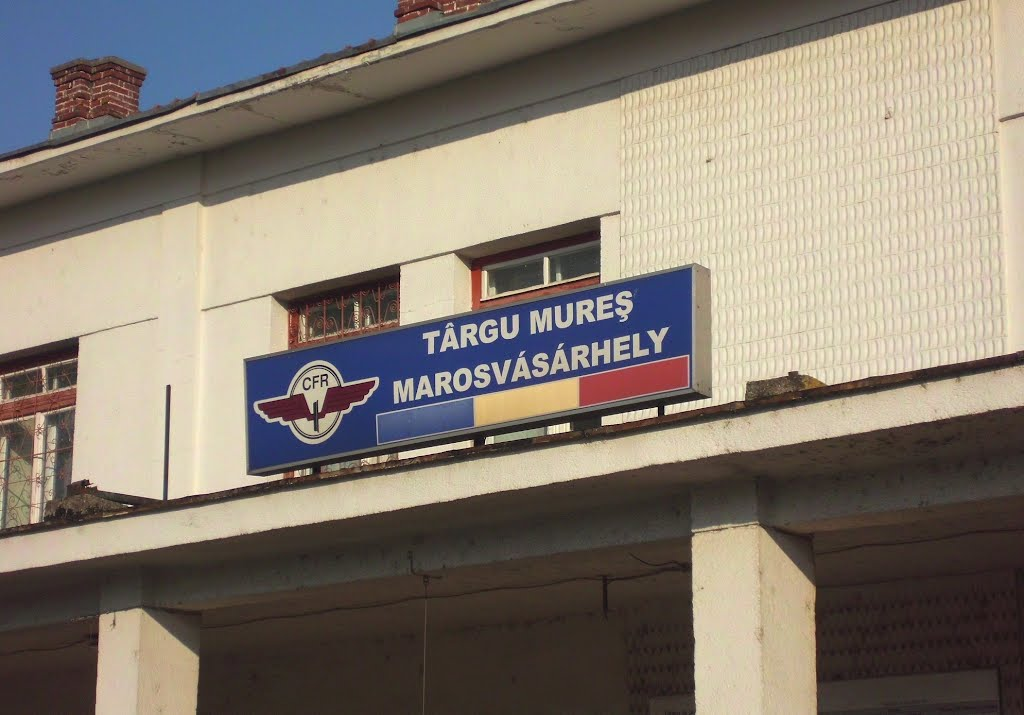
Gara Mare

## Indicatori demografici
- Mărimea populației: 127 849 locuitori[57].
- Densitatea populației: 2609,2 loc/km².
- Rata migrației nete: -0,6 emigranți ‰ locuitori (anul 2000)
- Rata de creștere a populației:  ...% (anul...)
- Rata natalității:
- Rata mortalității:
- Rata mortalității infantile:
- Speranța de viață la naștere: 69,93 de ani  
  - aproximativ 66,1 de ani pentru bărbați (anul 2000)
  - aproximativ 73,99 ani pentru femei  (anul 2000)
- Rata totală a fertilității: